# Zaid Ashkanani
Zaid Ashkanani (1994. május 24. –) kuvaiti autóversenyző, jelenleg a GP3-as Campos Racing pilótája.

## Eredmények

### Teljes GP3-as eredménylistája
(Táblázat értelmezése)

(Félkövér: pole-pozícióból indult; dőlt: leggyorsabb kört futott) 

| Év   | Csapat        | 1          | 2          | 3          | 4          | 5          | 6          | 7          | 8          | 9       | 10      | 11      | 12      | 13      | 14      | 15      | 16      | Helyezés | Pont |
| ---- | ------------- | ---------- | ---------- | ---------- | ---------- | ---------- | ---------- | ---------- | ---------- | ------- | ------- | ------- | ------- | ------- | ------- | ------- | ------- | -------- | ---- |
| 2015 | Campos Racing | ESP FEA 11 | ESP SPR 15 | AUT FEA 18 | AUT SPR 16 | GBR FEA 22 | GBR SPR 22 | HUN FEA 20 | HUN SPR 16 | BEL FEA | BEL SPR | ITA FEA | ITA SPR | RUS FEA | RUS SPR | ABU FEA | ABU SPR | 21.*     | 0*   |

* A szezon jelenleg is zajlik.